# Теригенні осади
Теригенні осади (англ. terrigenous sediments; нім. terrigene Sedimente m pl) — осади, які
складаються в основному із твердних продуктів денудації (знесення, видалення продуктів вивітрювання) суші (уламків гірських порід, мінералів, зерен, глинистих частинок), знесених у кінцеве водоймище стоку різними агентами транспортування (річками, вітром і т. ін.). За ґранулометричним складом зустрічаються різновиди від грубоуламкових осадів до
пелітового мулу. Є найбільш поширеними осадами шельфу і материкового схилу морів і океанів, особливо в гумідних зонах.